# Suq di Tunisi
I suq di Tunisi sono costituiti da una serie di negozi e si trovano nella medina di Tunisi, la capitale della Tunisia. La maggior parte dei suq furono costruiti sotto la dinastia hafside (tredicesimo secolo) nei pressi della moschea al-Zaytuna. Sono organizzati in numerose strade e vicoli.

## Suq Ech-Chaouachine

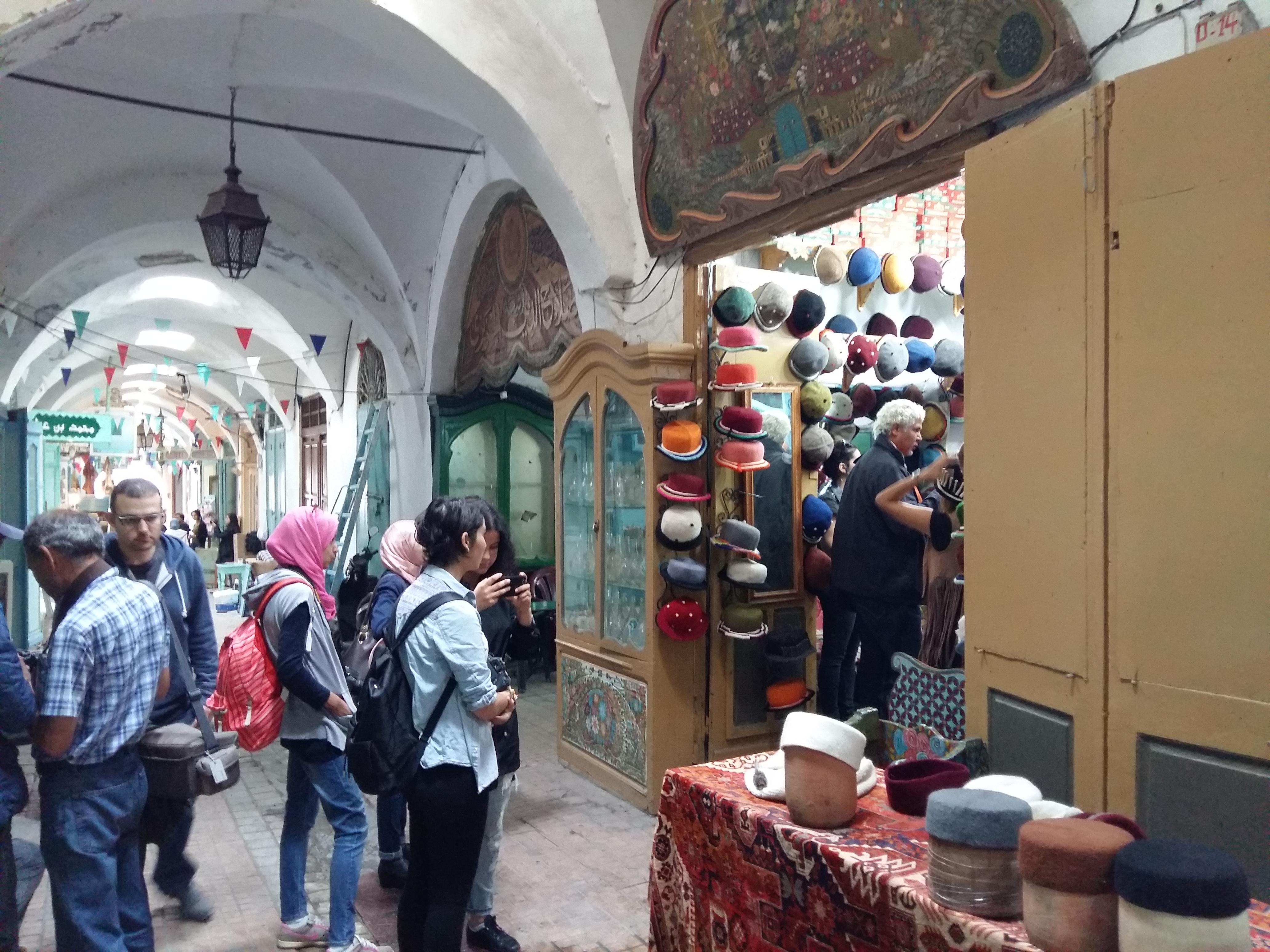
Suq Ech-Chaouachine.

I tre suq che formano il suq Ech-Chaouachine furono costruiti dal sovrano muradide Mohamed Bey El Mouradi nel 1691-1692. A quel tempo, gli immigrati provenienti dall'Andalusia avevano importato a Tunisi le tecniche di produzione della shashia.

## Suq El Attarine

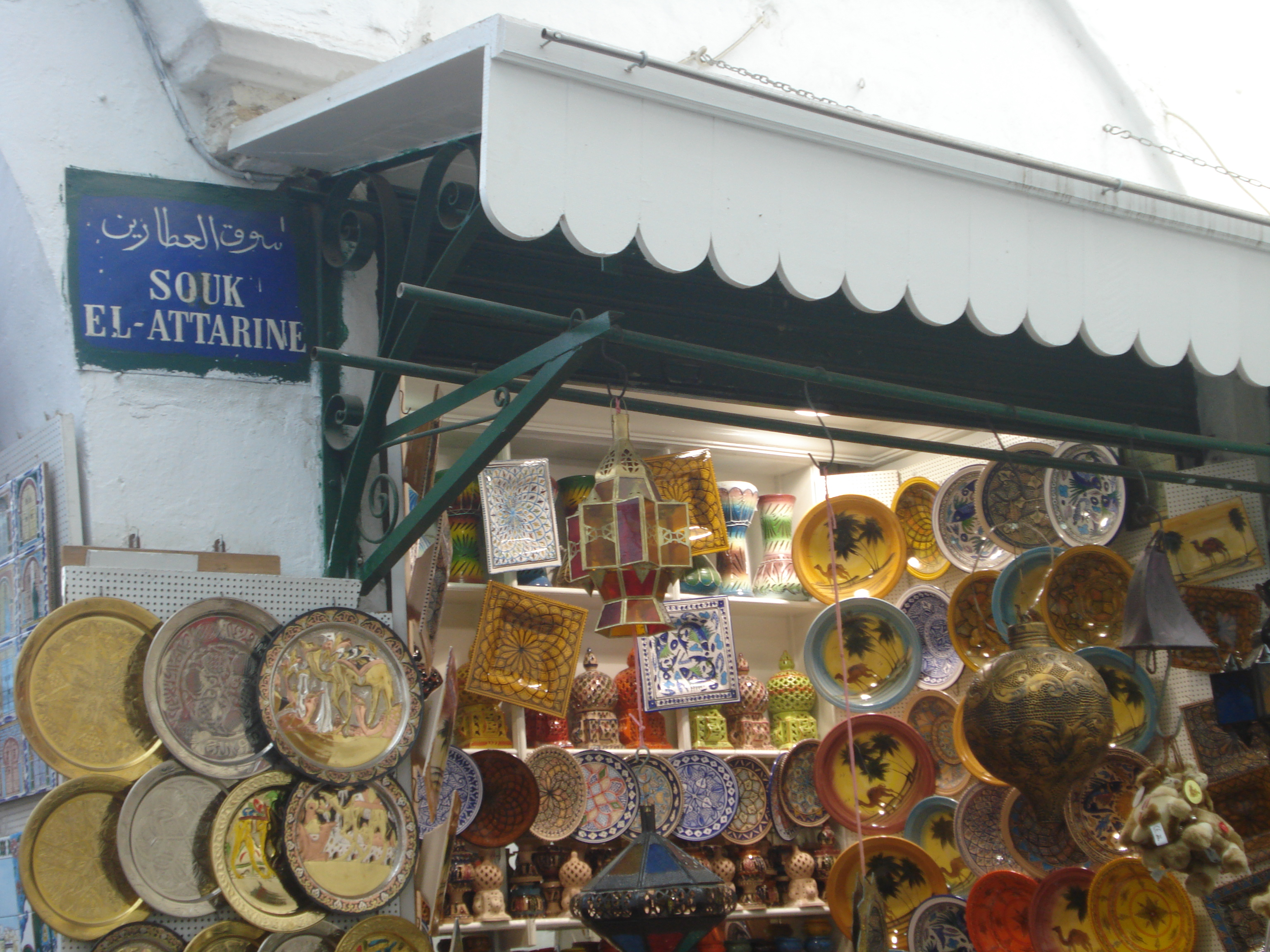
Suq El Attarine.

Costruito nel 1240 dal sovrano hafside Abu Zakariyya Yahya, il suq El Attarine (o suq dei profumi) è il più antico suq di Tunisi e si trova subito dietro la Moschea al-Zaytuna. Una volta costruito, questo suq venne riservato agli affari più nobili, e proprio la vendita di profumi era considerata una delle pratiche più raffinate. Qui erano vendute essenze ricavate da spezie rare e costose, così come incenso proveniente dall'India e dallo Yemen e cosmetici.

## Suq El Berka

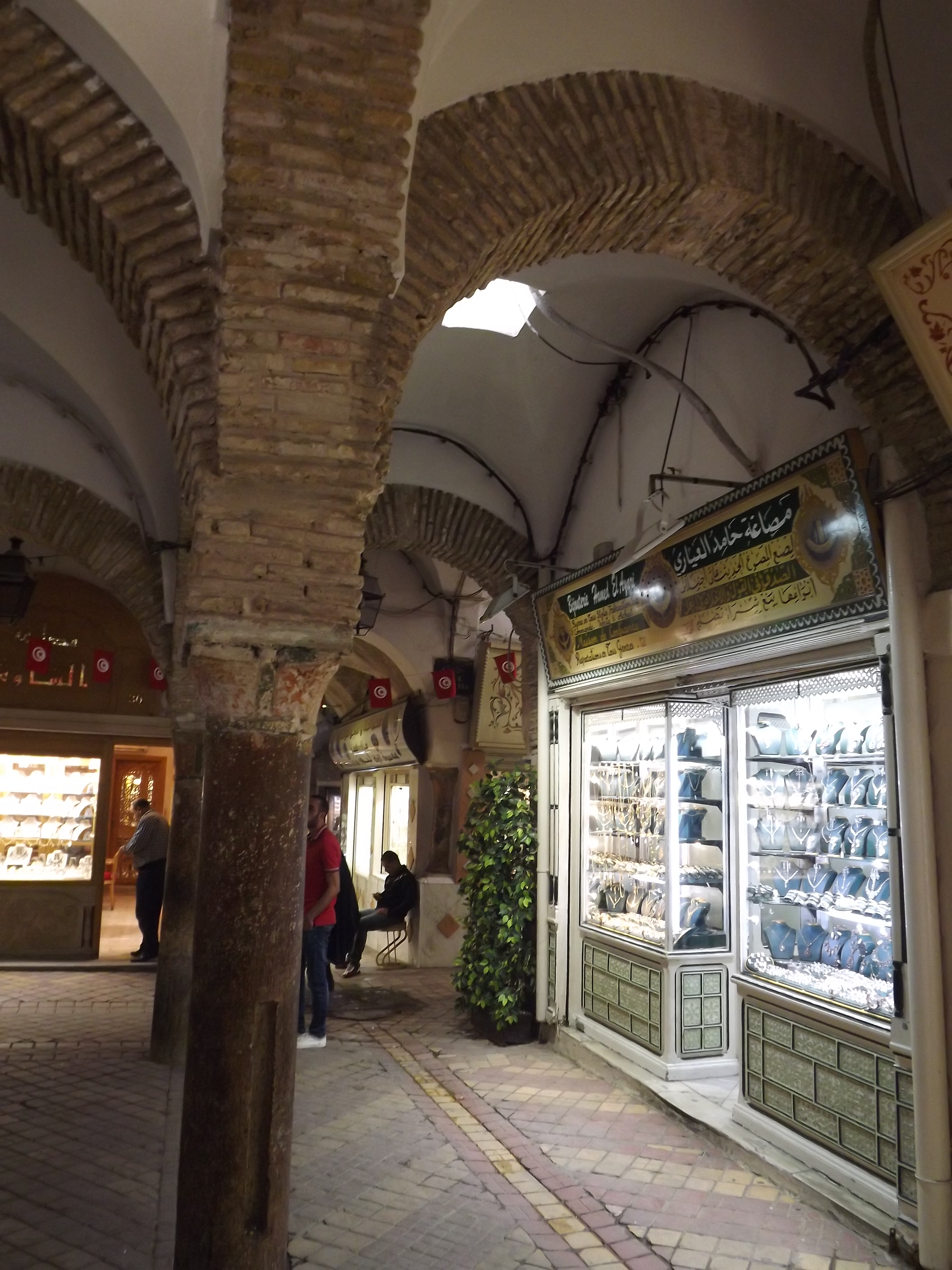
Suq El Berka.

Costruito nel 1612 da Yusuf Dey, il suq El Berka è l’antico mercato degli schiavi di colore di Tunisi, e divenne poi il suq dei gioiellieri.
Questo suq ha una forma squadrata, con al centro una piattaforma di legno dove gli schiavi venivano mostrati e aspettavano il risultato della vendita. I potenziali acquirenti sedevano su panchine disposte attorno al suq e partecipavano all’asta. Gli schiavi bianchi, considerati più rari e pregiati, non venivano venduti nel suq, bensì in luoghi più discreti, dal momento che la vendita riguardava solo acquirenti molto facoltosi. L’abolizione della schiavitù in Tunisia, dichiarata da Ahmad I ibn Mustafa nel 1846, trasformò questo suq in suq dei gioiellieri specializzati in oggetti d’argento.

## Suq El Bey

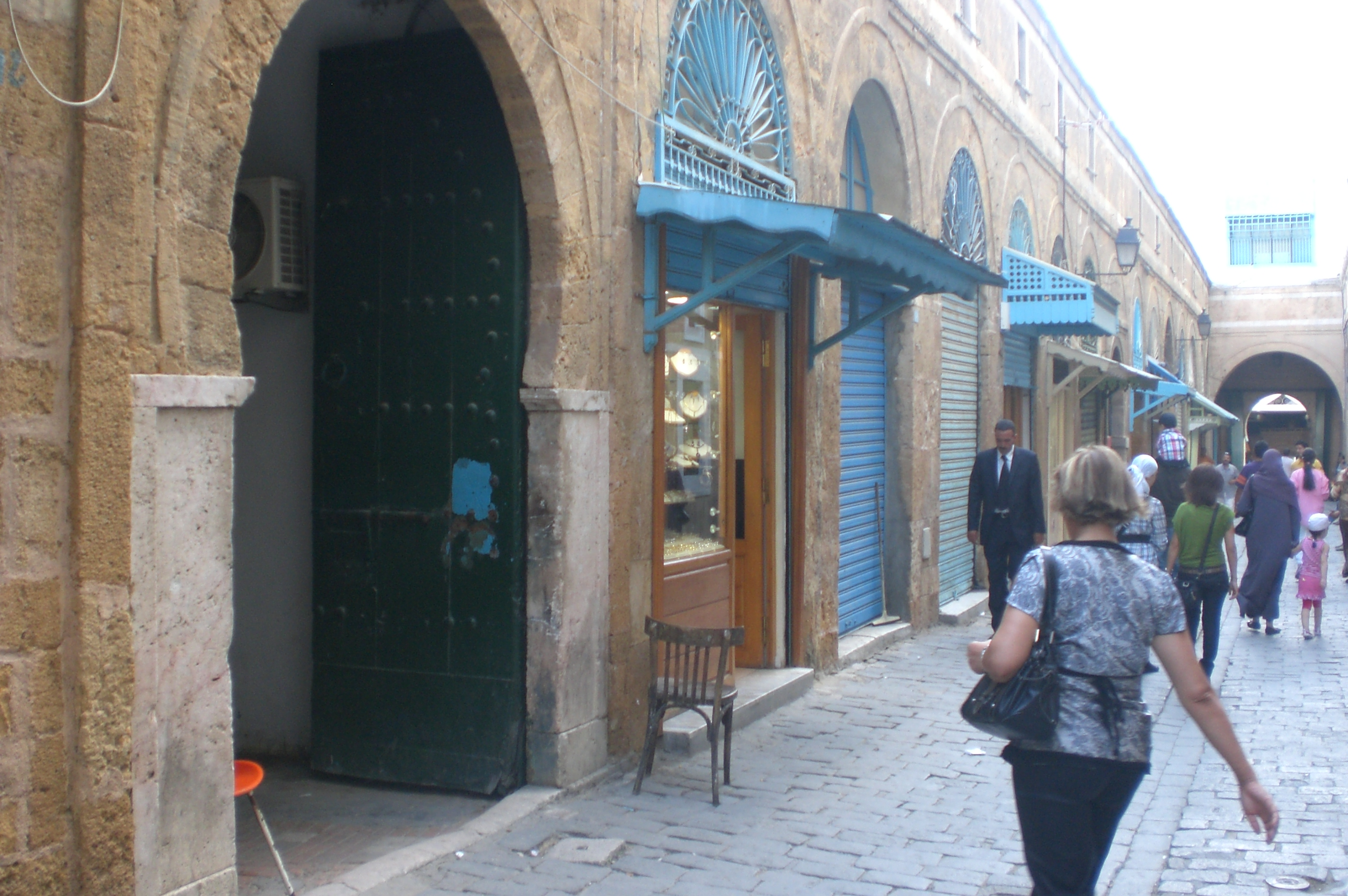
Suq El Bey.

Il suq El Bey fu fondato da Hammuda ibn Ali. Si trova tra la Kasbah e il suq El Berka ed è specializzato nella vendita di metalli preziosi.

## Suq El Blaghgia

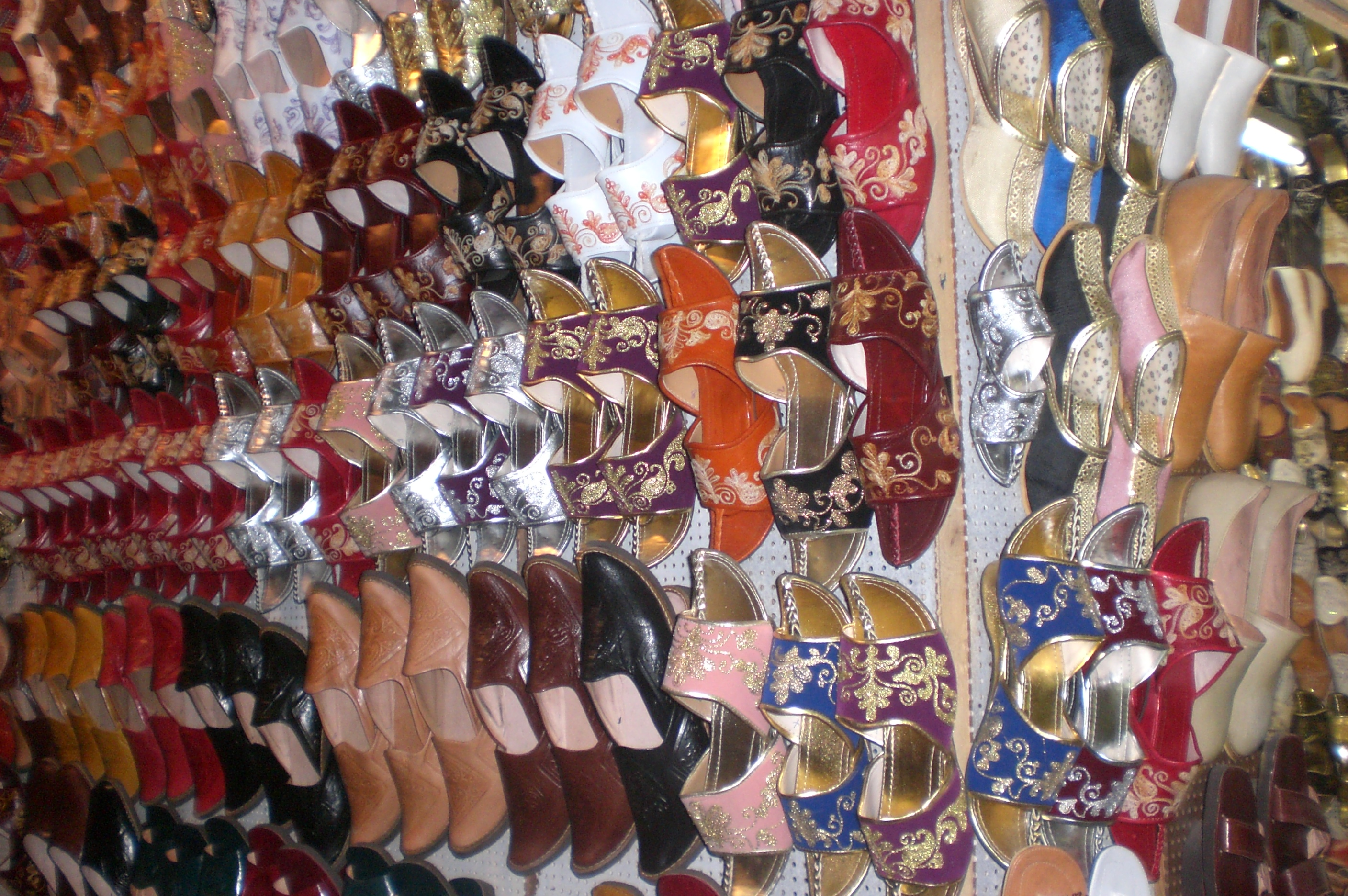
Balghas nel suq.

Il suq El Blaghgia fu fondato da Abu Zakariyya Yahya all’inizio del diciottesimo secolo. Si trova tra il suq El Attarine e la via della Kasbah ed è specializzato nella vendita di balghas, scarpe di cuoio.

## Suq El Blat
Il suq El Blat è specializzato nella vendita di piante medicinali, per questo il numero di venditori è diminuito significativamente con l'avvento della medicina moderna.

## Suq El Fekka

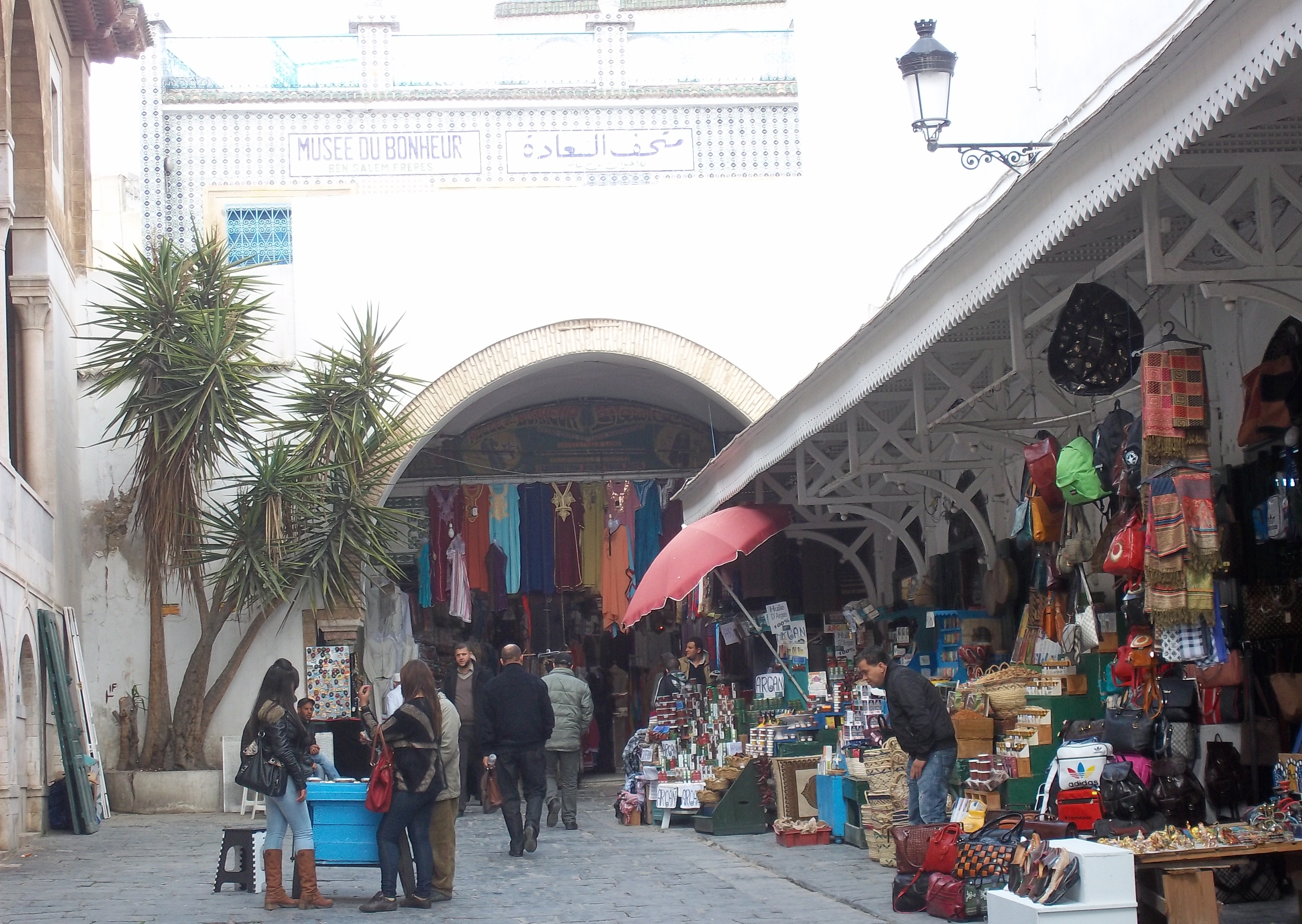
Suq El Fekka.

Il suq El Fekka si trova di fronte alla Moschea al-Zaytuna, nei pressi del suq El Attarine. Qui si vendono gli ingredienti necessari per preparare i dolci tipici di varie celebrazioni, come la circoncisione, il matrimonio o l'Id al-fitr.

## Suq El Grana

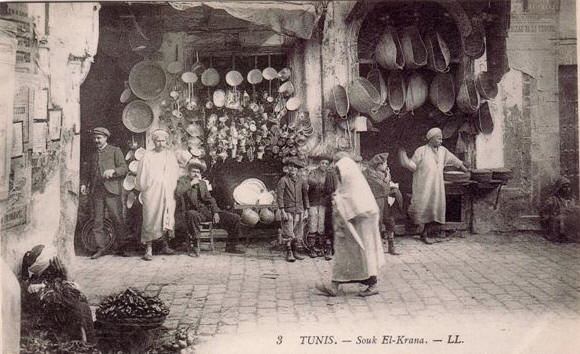
Suq El Grana.

Il suq El Grana si trova nella parte settentrionale della medina, nel quartiere di Bab Souika. Deve il suo nome ai Grana, una famiglia ebrea trasferitasi in Tunisia da Livorno all'inizio del diciassettesimo secolo.
Ospita la vendita di tessuti di lino e seta, capi d'abbigliamento e oggetti d'artigianato.

## Suq El Kmach

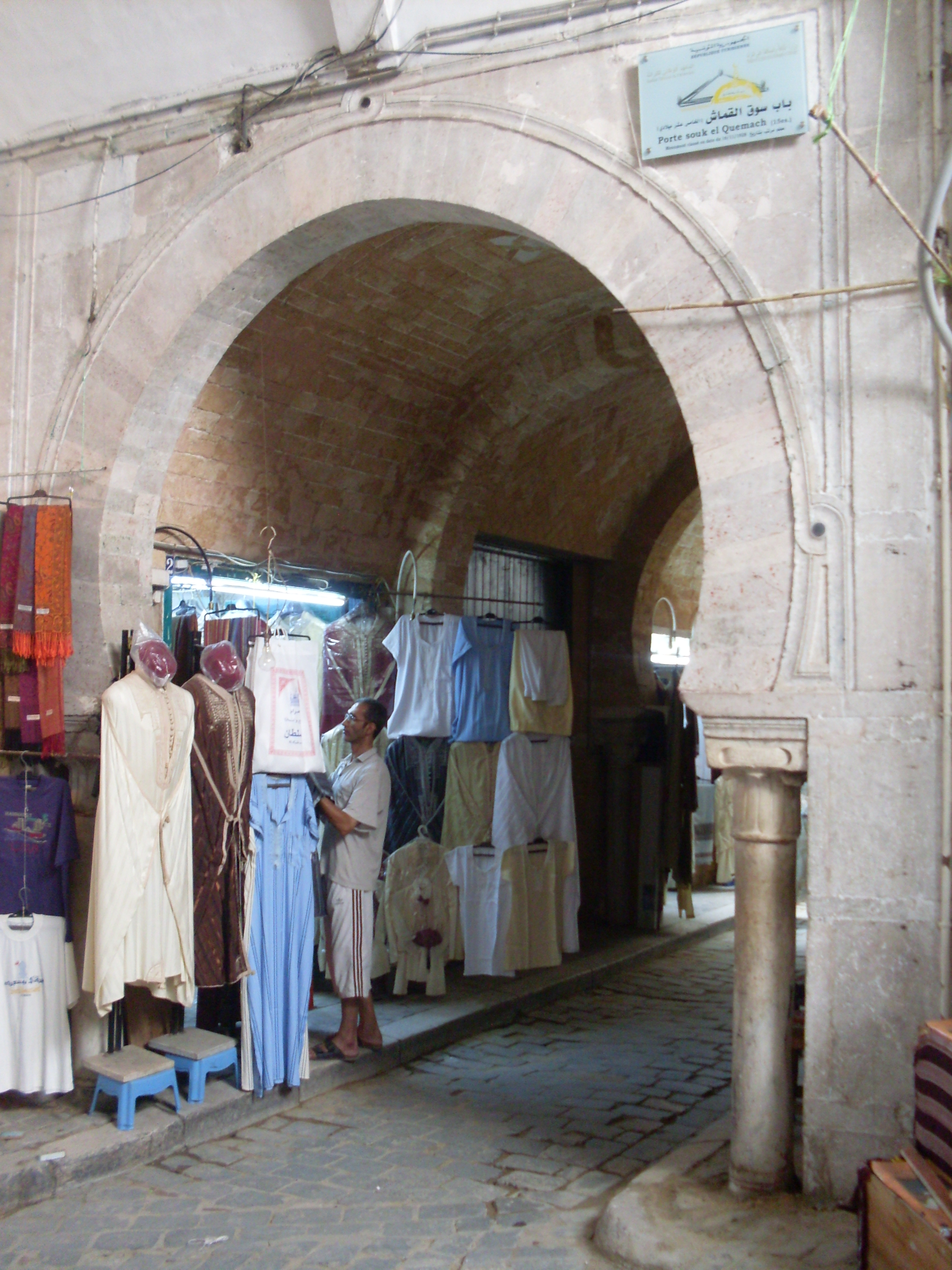
Suq El Kmach.

Il suq El Kmach (o suq dei tessuti) fu fondato nel XV secolo dal sovrano hafside Uthman. Si trova lungo il lato occidentale della moschea al-Zaytuna.

## Suq El Koutbiya
Il suq El Koutbiya fu costruito da Abu l-Hasan Ali I nel 1750 ed è specializzato nella vendita di libri.

## Suq El Leffa
Il suq El Leffa, anche chiamato suq degli Djerbini, è famoso per i prodotti di lana provenienti direttamente dall'isola di Djerba, nonché per la produzione di sefseri (un abito tradizionale femminile).

## Suq El Trouk

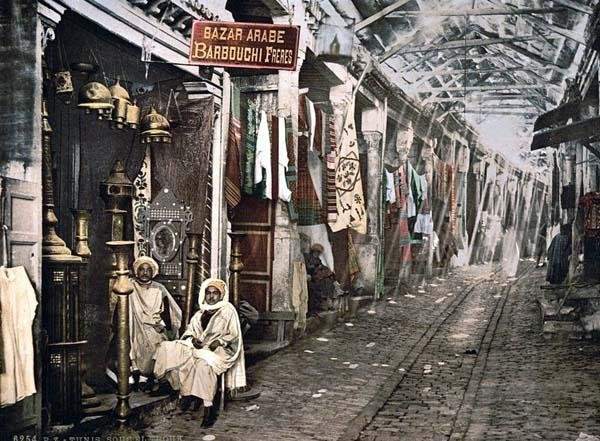
Suq El Trouk in 1899.

L'origine del nome di questo suq è incerta, ma si ritiene che venga da una confusione tra la parola tourk, cioè turco in arabo, e trouk, plurale di tirka (oggetto antico).
Questo suq fu costruito nel 1620 da Yusuf Dey e si trova tra la moschea al-Zaytuna e i centri di potere ottomani, la Kasbah e il Dar El Bey. Era inizialmente riservato ad acquirenti e artigiani turchi, ma questi ultimi furono gradualmente sostituiti da artigiani ebrei.
Il suq El Trouk è ora occupato da mercatini delle pulci e venditori di oggetti d'antiquariato.

## Suq En Nhas

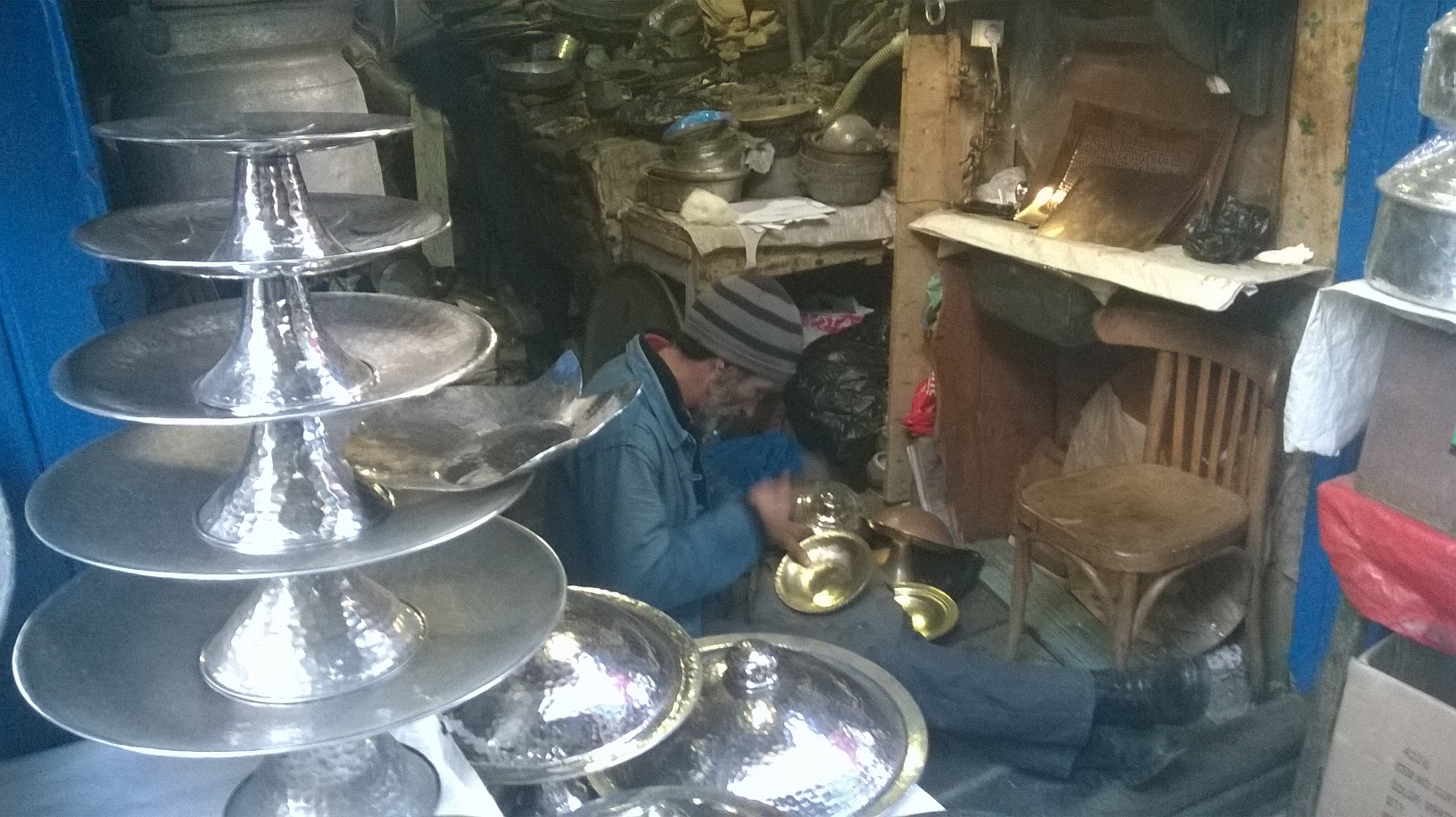
Suq En Nhas.

Costruito sotto la dinastia hafside, il suq En Nhas (o suq del rame) è specializzato nella vendita di utensili di rame e si trova tra il suq El Grana e la via della Kasbah.

## Suq Es Sabbaghine

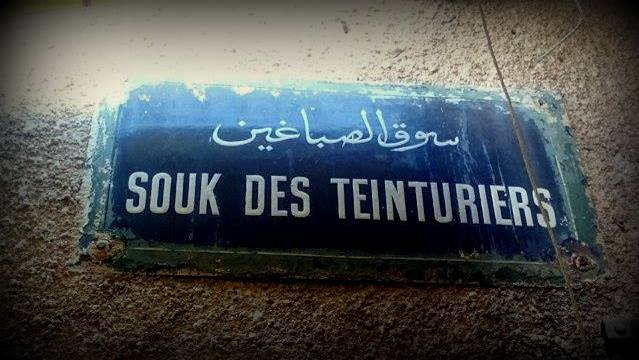
Suq Es Sabbaghine

Il suq Es Sabbaghine, o suq dei Tintori, si trova nella periferia della medina, lontano dalla moschea al-Zaytuna, dal momento che la tintura dei tessuti è considerata un'attività inquinante. La denominazione Es Sabbaghine (o dei Tintori) ha origine nelle attività di tintura di lana, cotone e seta.
Oggi in questo suq si vendono varie tipologie di prodotti, soprattutto capi d'abbigliamento e calzature prêt-à-porter ma anche pesce e carne.